# Dankler
Dankler Luis de Jesus Pedreira (Salvador, 24 de janeiro de 1992) é um futebolista brasileiro que atua como zagueiro. Atualmente joga no Shijiazhuang Gongfu.

## Carreira

### Vitória
Dankler foi revelado no Vitória, destaque na base (que já teve revelações como: David Luiz, Wallace e Anderson Martins). Em 2011, Dankler chegou a atuar uma partida pelo Vitória no Campeonato Baiano de 2011, mais só subiu oficialmente em dezembro de 2011 para a temporada de 2012, junto com Alan Henrique. Em 2012, atuou poucos jogos pelo Vitória, ainda, pelo fato de seu empresário não querer renovar, e Dankler, afirmou que queria renovar, seu contrato que terminava em julho de 2013 não foi renovado e Dankler ficou em torno de 1 ano sem jogar, pois só podia assinar um pré-contrato com outra equipe seis meses antes de terminar seu contrato, e com essa atitude do zagueiro, ficou afastado, atuando pela última vez no Vitória no dia 3 de agosto de 2012.

### Botafogo
No dia 18 de julho de 2013 foi apresentado como novo reforço do Botafogo. Devido ao fato de Dankler ter ficado 1 ano sem jogar e por conta do seu físico, ficou muitos jogos no banco de reservas por opção do técnico Oswaldo de Oliveira. Já em 2014 teve mais chances.

### Joinville
Em 2015, após perder espaço no Botafogo, acertou por empréstimo com o Joinville para o resto da temporada.

## Títulos
Vissel Kobe
- Copa do Imperador: 2019